# Jean Metzinger
Jean Metzinger (født 24. juni 1883 i Nantes, død 3. november 1956 i Paris) var en fransk maler.
Metzinger var oprindeligt influeret af fauvisme og impressionisme, men fra 1908 forbindes han med kubismen. Han var medlem af kunstnersammenslutningen Section d'Or og skabte i 1912 sammen med Albert Gleizes den første større diskurs om kubisme, Du Cubisme. I den senere del af hans virke rykkede han sig fra kubisme mod realisme, men man kunne stadig se tydelige kubistiske træk i hans værker.